# Балті (мова)
Балті (Насталік: بلتی, Тибетське письмо: སྦལ་ཏི།, Вайлі: sbal ti) — тибетська мова, якою говорять балті у регіоні Балтистан, що знаходиться в території Гілгіт-Балтистан у Пакистані, а також у долині Нубра в районі Лех, та в районі Каргіл, що знаходяться в Ладакху, у Індії. Ця мова відрізняється від тибетської; чимало звуків старотибетської, що були втрачені в сучасній тибетській, досі є в мові балті. Також ця мова простий мелодійний наголос, що виникає тільки в багатоскладових словах, у той час, як у тибетській складна система тону, що має різні контури тону. Через вплив мов, що домінують у медіа в Пакистані (урду, пенджабська, англійська), а також релігійний вплив арабської та перської, у балті, як і інші регіональні мови Пакистану, постійно доповнюється новими запозиченнями.

## Демографія та поширення
Мовою балті говорять у більшій частині Гілгіт-Балтистану у Пакистані, а також у долині Нубра в районі Лех, та в районі Каргіл, що знаходяться в Ладакху, у Індії. Згідно з Гілгіт-Балтистанськими скаутами, мовою балті говорять переважно у районах Скарду, Шіґар, Ґултарі, Ґанче, Ронду та Кхарманґ[уточнити переклад]. У двох районах Ладакху (Каргіл, Лех), балті говорять у місті Каргіл та навколишніх селах: Хардасс, Лато, Каркітчху, Балті Базар, і в місті Лех та навколишніх селах – Туртук, Боґданґ, Тякші[уточнити переклад]. Мовою балті також говорять мігранти балті у Карачі, Лахорі, Пешаварі, Ісламабаді, Кветті та інших містах Пакистану. В Індії нею говорять у Деградуні, Найніталі, Амбарі, Шімлі, Вікаснагарі та інших містах північної Індії, куди мігрували люди з Балтистану, Карґілу, Нубри до поділу регіону Індією та Пакистаном.

## Класифікація й діалекти
Історично, буддисти в місті Лех звали усіх мусульман Ладакху "балті". Мова балті має чотири варіанти або діалекти. Попри відмінності у вимові слів, вони є взаємно зрозумілими: наприклад, Yuq вимовляється, як Juq у південному діалекті, що в Кхарманґу і Карґілі. Подібним чином, "молоко" у східному діалекті Чорбат/Нубра, діалекті Хаплу та південному діалекті вимовляється, як Oma, а в західному діалекті Скарду, Шіґар, та долини Ронду — Ona. Є такі чотири діалекти мови балті:
1. Східний діалект Чорбату й долини Нубра
2. Центральний діалект долини Хаплу
3. Західний діалект Скарду, Шіґар, Ронду.
4. Півдеунний діалект верхнього Кхарманґу і Каргіла

| Українська          | Східний діалект | Центральний діалект | Західний діалект | Південний діалект |
| ------------------- | --------------- | ------------------- | ---------------- | ----------------- |
| Молоко              | Oma             | Oma                 | Ona              | Oma               |
| Зберігати[уточнити] | Yuq             | Yuq                 | Yuq              | Juq               |
| Дівчина             | Bono            | Bono                | Bono             | Bomo              |
| Гора                | Braq            | Braq                | Blaq             | Braq              |

## Фонологія

### Приголосні
|              |              | Губно-губні | Зубні/ Ясенні | Ретрофлексні | Заясенні | Середньопіднебінні | Задньоязикові | Язичкові | Гортанні |
| ------------ | ------------ | ----------- | ------------- | ------------ | -------- | ------------------ | ------------- | -------- | -------- |
| Проривні     | глухі        | p           | t             | ʈ            |          |                    | k             | q        |          |
| Проривні     | з придихом   | pʰ          | tʰ            | ʈʰ           |          |                    | kʰ            |          |          |
| Проривні     | дзвінкі      | b           | d             | ɖ            |          |                    | ɡ             | ɢ        |          |
| Африкати     | глухі        |             | t͡s            |              | t͡ʃ       |                    |               |          |          |
| Африкати     | з придихом   |             | t͡sʰ           |              | t͡ʃʰ      |                    |               |          |          |
| Африкати     | дзвінкі      |             | d͡z            |              | d͡ʒ       |                    |               |          |          |
| Фрикативні   | глухі        |             | s             | (ʂ)          | ʃ        |                    |               | χ        | h        |
| Фрикативні   | дзвінкі      |             | z             |              | ʒ        |                    |               | ʁ        |          |
| Носові       | Носові       | m           | n             |              |          | ɲ                  | ŋ             |          |          |
| Одноударні   | Одноударні   |             | ɾ             | (ɽ)          |          |                    |               |          |          |
| Бокові       | прості       |             | l             | (ɭ)          |          |                    |               |          |          |
| Бокові       | придихальні  |             | (lʱ)          |              |          |                    |               |          |          |
| Апроксиманти | Апроксиманти | w           |               |              |          | j                  |               |          |          |

- Алофони /l/: [lʱ], [ɭ] та[ɫ̥].
- /ɖ/ може звучати, як [ɽ].
- /s/ може звучати, як [ʂ].[9]

### Голосні
|         | Передні | Середні | Задні |
| ------- | ------- | ------- | ----- |
| Високі  | i       |         | u     |
| Середні | e       | ə       | o     |
| Низькі  |         | ɑ       | ɑ     |

- /ɑ/ варіюється між низьким заднім [ɑ], низькосереднім заднім [ʌ] та низьким середнім [ä][9].
- Середні /e, o/ можуть звучати, як [ɛ, ɔ][10].

## Орфографія
Зараз переважно для запису балті використовується абетка на базі перської, хоч і були спроби відродити тибетське письмо, яке використовувалось для балті у VIII–XVI ст. Крім того є, нині, найімовірніше вимерлі, корінні писемності, а ще були пропозиції прийняти писемності на основі латинської абетки та деванаґарі, що розроблялись Центральним інститутом індійських мов у 1970-х.
У 1985, Юсуф Хусейнабаді додав чотири нових літери до тибетського письма та сім до перського, аби вони містили всі звуки, необхідні мові балті. Дві з чотирьох літер було включено в стандарт Unicode до інших літер.
Балті записувалась видозміненим тибетським письмом з 727 року нашої ери, коли тибетці завоювали Балтистан, до кінця XIV ст., коли балті прийняли іслам. Відтоді, замість тибетського письма використовувалось перське, попри те, що в перській не було літер для семи звуків балті. Нинішня абетка на базі перської є повноцінною.
Нещодавно, дослідники мови балті та активісти почали просувати використання тибетського письма для балті, або ж "Їґе", маючи не меті посприяти збереженню самобутньої ідентичності балті та ладакхі. Внаслідок їхнього запиту, на зустрічі в ISO/IEC 10646 WG2 у вересні 2006 в Токіо було схвалено прийняття двох нових символів: (U+0F6B TIBETAN LETTER KKA та TIBETAN U+0F6C LETTER RRA) у стандартах ISO 10646 та Unicode для підтримки відображення запозичень з урду в сучасній балті, записаній письмом Їґе.

### Письмо на базі перського
| Літера | Романізація             | МФА                     |
| ------ | ----------------------- | ----------------------- |
| ا      | ā, a, (e), o, -         | /ɑ/, /ə/, /e/, /o/, /∅/ |
| ب      | b                       | /b/                     |
| پ      | p                       | /p/                     |
| ت      | t                       | /t/                     |
| ٹ      | ṭ                       | /ʈ/                     |
| ث      | (s)                     | /s/                     |
| ج      | j                       | /d͡ʒ/                    |
| ڃ      | ž                       | /ʒ/                     |
| چ      | č                       | /t͡ʃ/                    |
| ڇ      | č̣                       | /ʈ͡ʂ/                    |
| ح      | (h)                     | /h/                     |
| خ      | x                       | /x/                     |
| د      | d                       | /d/                     |
| ڈ      | ḍ                       | /ɖ/                     |
| ذ      | (z)                     | /z/                     |
| ر      | r                       | /ɾ/                     |
| ڑ      | ṛ                       | /ɽ/                     |
| ز      | z                       | /z/                     |
| ڗ      | đ/dz                    | /d͡z/                    |
| ژ      | c/ts                    | /t͡s/                    |
| س      | s                       | /s/                     |
| ش      | š                       | /ʃ/                     |
| ݜ      | ṣ                       | /ʂ/                     |
| ص      | (s)                     | /s/                     |
| ض      | (z)                     | /z/                     |
| ط      | (t)                     | /t/                     |
| ظ      | (z)                     | /z/                     |
| ع      | (ā), (a), (e), (o), (-) | /ɑ/, /ə/, /e/, /o/, /∅/ |
| غ      | ǧ                       | /ʁ~ɢ/                   |
| ف      | f                       | /pʰ~f/                  |
| ق      | q                       | /q/                     |
| ک      | k                       | /k/                     |
| کٔ      | ǩ/ṡ                     | /ɕ/                     |
| گ      | g                       | /ɡ/                     |
| ل      | l                       | /l/, (/ɭ/), (/ɫ/)       |
| م      | m                       | /m/                     |
| ن      | n                       | /n/                     |
| ݨ      | ŋ/ng                    | /ŋ/                     |
| ݩ      | ň/ny                    | /ɲ/                     |
| و      | w, u                    | /w/, /u/                |
| ہ      | h                       | /h/                     |
| ھ      | _h                      | /◌ʰ/, /◌ʱ/              |
| ی      | y, i                    | /j/, /i/                |
| ے      | e/ay                    | /e/                     |

### Письмо Їґе
| Додаткова літера | Романізація | IPA |
| ---------------- | ----------- | --- |
| ཫ                | q           | /q/ |
| ཬ                | ɽ           | /ɽ/ |
| ཁ༹                | x           | /χ/ |
| ག༹                | ɣ           | /ʁ/ |

## Розвиток
Відколи Пакистан отримав владу над Балтистаном у 1948, лексика урду почала з'являтись у діалектах і мовах регіону, в тому числі й у балті. В наші часи, балті не має корінних назв для багатьох речей, що були нещодавно винайдені; натомість використовуються запозичення з урду та англійської.
Балті зберегла гоноративи, притаманні діалектам тибетської мови.
| Слово (Балті) | Запис   | Гоноратив (Балті) | Ладакхі   | Переклад         |
| ------------- | ------- | ----------------- | --------- | ---------------- |
| Ata           | اتا     | Bawa/buwa/Baba    | Aba       | Батько           |
| kho           | کھو     | kho               | kho       | Він              |
| gashay        | گشے     | liakhmo           | liakhmo   | Красивий         |
| paynay        | پینے    | khumul            | paynay    | Гроші            |
| bila          | بلا     | Bila              | bila      | Кіт              |
| su            | سُو      | su                | su        | Хто              |
| Ano/Amo       | انو/امو | Zizi              | Ama       | Мати             |
| Kaka          | ککا     | Kacho             | Acho      | Брат (старший)   |
| Bustring      | بُسترنگ  | Zung              | Nama      | Жінка / Дружина  |
| Momo          | مومو    | Jangmocho         | Ajang     | Дядько по матері |
| Nene          | نےنے    | Nenecho           | Anay      | Тітка            |
| Bu            | بُو      | Bucho             | butsha    | Син              |
| Fru           | فُرو     | Nono              | thugu     | Хлопчик          |
| Apo           | اپو     | Apocho            | Meme      | Дід              |
| Api           | اپی     | Apicho            | Abi       | Бабуся           |
| Ashe          | اشے     | Ashcho            | achay     | Сестра (старша)  |
| Zo            | زو      | bjes              | Zo        | Їсти             |
| Thung         | تُھونگ   | bjes              | Thung     | Пити             |
| Ong           | اونگ    | Shokhs            | Yong      | Приходити        |
| Song          | سونگ    | Shokhs            | Song      | Іти              |
| Zair          | زیر     | Kasal-byung       | Zer       | Говорити         |
| Ngid tong     | نِت تونگ | ghzim tong        | Ngid tong | Засинати         |
| Lagpa         | لقپا    | Phyaq-laq/g       | Lagpa     | Рука             |
| Khyang        | کھیانگ  | Yang/Yari-phyaqpo | Khyorang  | Ти               |
| Kangma        | کنگما   | gzok-po           | kangba    | Нога             |